# Ithiel Town
Ithiel Town (* 3. Oktober 1784 in Thompson, Connecticut; † 13. Juni 1844 in New Haven, Connecticut) war ein US-amerikanischer Architekt und Bauingenieur. Als Mitglied der ersten Generation professioneller Baumeister in den Vereinigten Staaten trug er wesentlich zur amerikanischen Architektur der ersten Hälfte des 19. Jahrhunderts bei. Seine Werke im Klassizismus, Federal Style und in der Neugotik beeinflussten zeitgenössische Architekten und wurden verbreitet kopiert.

## Leben
Town erblickte als Sohn des Farmers Archelaus Town und dessen Ehefrau Martha das Licht der Welt in Thompson. Er lernte sein Handwerk bei Asher Benjamin in Boston und begann seine eigenständige Laufbahn 1810 mit dem Asa Gray House.
Zu seinen frühesten wichtigen architektonischen Werken gehören die 1812–1815 erbaute Center Church und die 1813–1813 entstandene Trinity Church, beide im New Haven Green in New Haven. Er demonstrierte sein Können als Ingenieur durch die Konstruktion des Glockengestühls für die Center Church, das er im Turm zusammensetzen ließ und dann mit einer speziellen Hebewinde in weniger als drei Stunden an seinen endgültigen Platz empor hob. Trinity Church war einer der frühesten Kirchenbauten im neugotischen Stil in Nordamerika.
Im Jahr 1826 war Town eines der Gründungsmitglieder der National Academy of Design (die Academy wählte ihn 1839 zusätzlich zum Ehrenmitglied) und er wurde auch mit einem Magister ehrenhalber der Yale University geehrt.

### Townscher Lattenträger

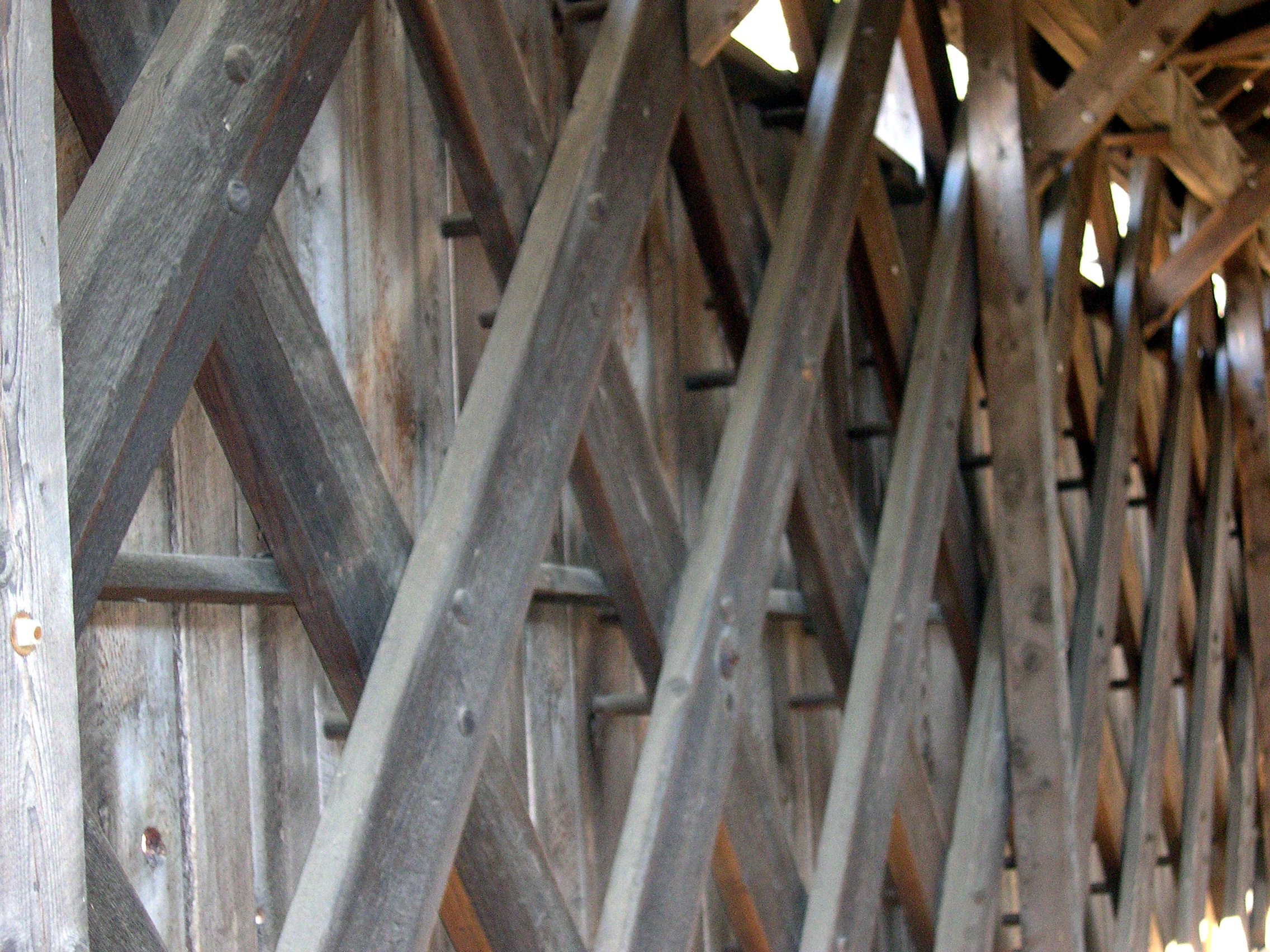
Townscher Lattenträger als Tragwerk einer gedeckten Holzbrücke in Vermont (Innenansicht)

Am 28. Januar 1820 erlangte Town das Patent für die Bauweise eines hölzernen Gitterträgers, der als Townscher Lattenträger oder Town'scher Lattenträger (engl. Town’s Lattice Truss) bekannt wurde. Der Träger war von großer Bedeutung, da dadurch Brücken von relativ wenig ausgebildeten Arbeitern unter Verwendung von vorgefertigtem Material erbaut werden konnten. Das Design der Gitterträger vermied auch die Notwendigkeit von breiten Pfeilern, wie sie Steinbogenbrücken erforderten. Die Bauweise verbreitete sich in den Vereinigten Staaten und machte Town zu einem wohlhabenden Mann, da er einen bis zwei US-Dollar pro Fuß Brückenlänge als Lizenzgebühr berechnete. Towns Bauweise ist noch an verschiedenen Brücken erkennbar, in Connecticut etwa an der Bull’s Bridge in Kent und an der West Cornwall Bridge zwischen Cornwall und Sharon sowie in New York an der Eagleville Bridge und/oder Shushan Bridge, beide im Washington County gelegen. Viele andere überdachte Brückenbauten in den Vereinigten Staaten wenden ebenfalls die Bauweise Towns an.

### Town und Davis

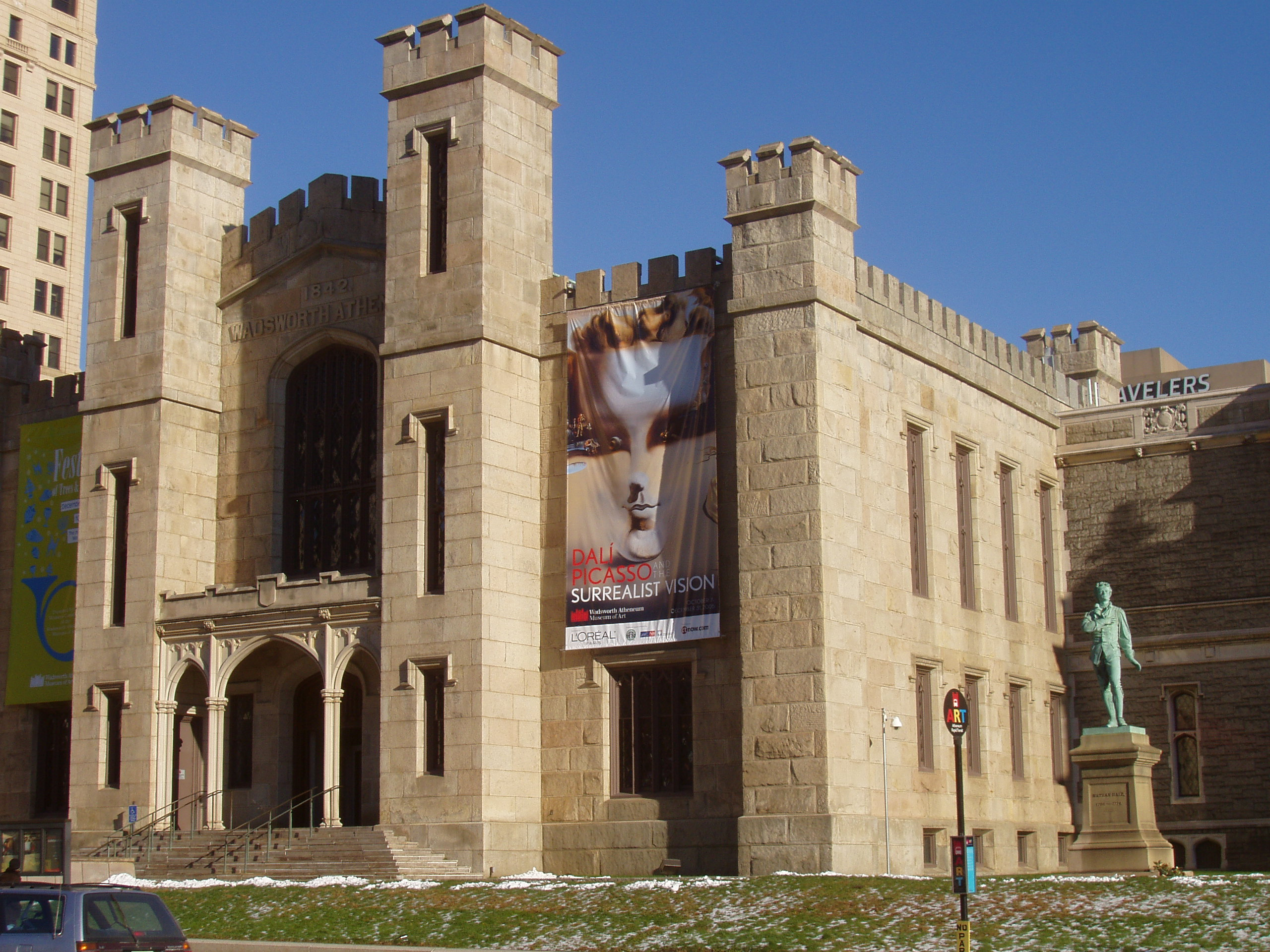
Wadsworth Atheneum, Hartford, CT (mit A. J. Davis)

Town gründete 1825 gemeinsam mit Alexander Jackson Davis eine der ersten professionellen Architekturfirmen in den Vereinigten Staaten. Gemeinsam waren sie bei einer Reihe von bedeutenden Gebäuden tätig, deren Spektrum sich über verschiedene Architekturstile des Historismus erstreckte. 1829–1830 reiste Town in Europa.
Die Firma bestand bis 1835; achtzehn Monate lang gehörte ihr 1832/1833 auch James H. Dakin an. Zu ihren Arbeiten gehörte das State Capitol in New Haven, die Cityhall und das Wadsworth Atheneum in Hartford, das Indiana Statehouse (1831–1840, abgerissen 1877) und das North Carolina State Capitol (1833–1840) und das U.S. Custom House (heute Federal Hall) in New York City (1833–1842). In dieser Zeit entwarf Town auch den Potomac Aqueduct in Washington, D.C. (1833–1843), der es voll beladenen Kanalkähnen erlaubte, den Potomac River zu überqueren, und als eine der bemerkenswertesten Ingenieurleistungen seiner Zeit galt.

### Wohnhaus und Bücherei
Town entwarf sein Wohnhaus in New Haven an der Hillhouse Avenue im neoklassizistischen Stil. Hier bewahrte er seine außergewöhnliche Sammlung von Literatur zur Architektur auf. Seine Bibliothek umfasste mehr als 11.000 Bücher und Drucke  und war weitaus größer als jede andere persönliche Büchersammlung der damaligen Zeit, einschließlich der von Sir John Soane in London. Die Bibliothek war zusammengetragen worden, als in den Vereinigten Staaten nur wenige wichtige Bücher über Architektur erschienen.
Town hinterließ bei seinem Tod viele seiner Bücher der Yale University, der Rest wurde verkauft.
1839 beauftragte Town den anerkannten amerikanischen Maler Thomas Cole mit der Anfertigung eines Gemäldes mit dem Titel The Architect's Dream, das nun im Toledo Museum of Art hängt.
Towns Haus gehörte später Joseph Earl Sheffield, dem Stifter der Sheffield Scientific School. Das Bauwerk existiert nicht mehr.

### Tod
Town starb am 13. Juni 1844 in New Haven und wurde auf dem dortigen Grove Street Cemetery beerdigt.

## Ausgewählte Arbeiten

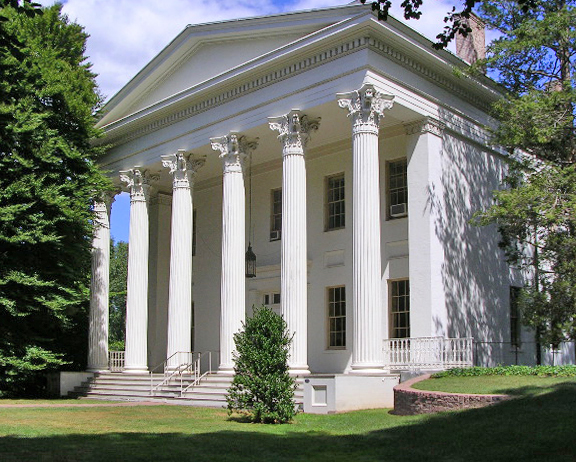
Samuel Russell House, Middletown, Connecticut (mit David Hoadley).

- Asa Gray House, Cambridge, Massachusetts. 1810. Federal Style.
- Center Church, New Haven, Connecticut, 1812–1815. Federal Style.
- Trinity Church, New Haven, Connecticut, 1813–1816, Neugotik.
- Samuel Wadsworth Russell House, Wesleyan University, Middletown, 1828. Neoklassizismus.
- Aaron Skinner House, New Haven, Connecticut (jetzt Yale International Center of Finance), Town und Davis, 1832. Neoklassizismus.
- History of North Carolina State Capitol, Raleigh, North Carolina, Town and Davis, 1840. Neoklassizismus.
- U. S. Custom House, heute Federal Hall, New York City, Town und Davis, 1833–1842. Neoklassizismus.
- Apthorp House, New Haven, Connecticut (jetzt Evans Hall, Yale School of Management), Town and Davis, 1836
- State capitol, New Haven, Connecticut, 1837. Neoklassizismus. Abgerissen.
- Indiana Statehouse, Town und Davis, 1840. 1877 abgerissen.
- Wadsworth Atheneum, Hartford, Connecticut, 1842. Neugotik.
- Leake and Watt's Children's Home, New York City, 1843. Neugotik.
- Ithiel Town (Sheffield) Mansion, New Haven, Connecticut. Neoklassizismus. Abgerissen.

## Schriften
- A Description of Ithiel Town's Improvement in the Construction of Wood and Iron Bridges (New Haven, 1821)
- A Detail of Some Particular Services Performed in America, During the Years 1776, 1777, 1778, and 1779, Compiled from Journals and Original Papers...taken from the Journal Kept on Board of the Ship 'Rainbow' Commanded By Sir George Collier (New York, 1835)
- Atlantic Steamships. Ideas and Statements, The Result of Considerable Reflection on the Subject of Navigating the Atlantic Ocean with Steam-Ships of Large Tonnage. Also, the Arrival, Description, and Departure of the Two First British Steam-Ships (Wiley & Putnam/J. P. Wright, New York, 1838)